# محمود بهمنیار
محمود بهمنیار  از سیاستمداران ایرانی بود، که در   دوره بیستم بعنوان نماینده رفسنجان در مجلس شورای ملی حضور داشت.